# Crimson Peak
Crimson Peak este un film american gotic de dragoste, de groază și de fantezie întunecată din 2015, regizat de Guillermo del Toro. 
Rolurile principale au fost interpretate de actorii Mia Wasikowska, Tom Hiddleston, Jessica Chastain, Charlie Hunnam  și Jim Beaver. Produs de Legendary Pictures și distribuit de Universal Pictures, filmul a fost lansat la 16 octombrie 2015..

## Distribuție
- Mia Wasikowska - Edith Cushing
- Jessica Chastain - Lady Lucille Sharpe[16]
- Tom Hiddleston - Sir Thomas Sharpe, Bt.[12][17]
- Charlie Hunnam - Dr. Alan McMichael
- Jim Beaver - Carter Cushing[18]
- Burn Gorman - Mr. Holly[19]
- Leslie Hope - Mrs. McMichael, Alan's mother[20]
- Sofia Wells - tânăra Edith
- Doug Jones - Fantomele Mamei lui Edith și Lady Beatrice Sharpe[21]
- Javier Botet - Fantomele lui Margaret McDermott, Pamela Upton și Enola Sciotti[21][22]